# Etta Kett
Pour les articles homonymes, voir Kett.
Etta Kett est une série de bande dessinée due à l'Américain Paul Robinson (en) et distribuée par King Features Syndicate de décembre 1925 au 24 novembre 1974. 
Etta Kett est une jeune fille propre sur elle et agréable dont la vie tourne autour d'amourettes, de shopping et de longs moments passés avec ses amis, en particulier son petit ami attitré Wingey,.
D'abord conçue comme une série de dessins humoristiques destinés à apprendre l'étiquette aux adolescents, Etta Kett devient rapidement un comic strip, mais ne se dépare jamais de son aspect didactique ; à l'arrêt de la série en 1974, celle-ci reste écrite dans l'esprit des années 1920, ce qui conduit l'encyclopédiste Patrick Gaumer à la qualifier de « bien-pensante ».
Etta Kett est le premier comics dont le personnage principal soit une adolescente, précédant de près de vingt années une vogue illustrée notamment par Penny (1943), Bobby Sox (en) (1944) ou Susie Q. Smith (1945).